# ケプラー443b
ケプラー443b(英語:Kepler-443b)とは地球から見てはくちょう座の方向に約2540光年離れたところにある恒星、ケプラー443を公転している太陽系外惑星である。

## 特徴
| 海王星 | ケプラー443b |
| ------ | ------------ |
| 海王星 | Exoplanet    |

ケプラー443bは地球の2.33倍の半径を持ち、ケプラー443から0.495 auの距離を117.7日かけて公転している。この距離はケプラー443のハビタブルゾーン(液体の水が存在できる領域)内を公転している。その為ケプラー443bは表面温度が246K(-27℃)と生命が存在していくには適切な環境であるとされており、生命が存在する可能性がある。